# Киран
Киран (фр. Curan) насеље је и општина у јужној Француској у региону Миди Пирене, у департману Аверон која припада префектури Мијо.
По подацима из 2011. године у општини је живело 314 становника, а густина насељености је износила 7,63 становника/km². Општина се простире на површини од 41,18 km². Налази се на средњој надморској висини од 950 метара (максималној 1.062 m, а минималној 804 m).

## Демографија
| 1962. | 1968. | 1975. | 1982. | 1990. | 1999. | 2011. |
| ----- | ----- | ----- | ----- | ----- | ----- | ----- |
| 494   | 510   | 439   | 408   | 357   | 302   | 314   |

График промене броја становника у току последњих година